# Viaduc de l'Avre
Pour les articles homonymes, voir Avre.
Le viaduc de l'Avre est un pont autoroutier franchissant les marais de l'Avre et la ligne de Paris-Nord à Lille, au sud-est d'Amiens, sur le territoire de la commune de Boves, afin de permettre le contournement est de l'agglomération amienoise (autoroute A29)

## Présentation
Long de 600 mètres, c'est un pont-route en poutre, et il est inauguré en 1998 en même temps que la "rocade sud". Il ne passe pas, à proprement parler, au-dessus de l'Avre mais de la vallée de l'Avre et du Marais de Notre-Dame. Et l'autoroute française A29 franchit l'Avre à moins d'un kilomètre plus loin.

## Rocade Amiénoise
Il fait partie de la Rocade Amiénoise, après la constitution de la "rocade sud" inaugurée par Gilles de Robien en 1998, constituée d'un tronçon payant de l'Autoroute française A16 à l'ouest, d'un tronçon gratuit de Autoroute française A29 au sud ("la rocade sud"), d'un tronçon de la Route nationale 25 à l'est et au nord, et d'un petit tronçon de la Route nationale 1 au nord-ouest d'Amiens.

### Articles  connexes
- Liste de ponts de la Somme
- Liste des ponts les plus longs de France